# Родин, Михаил Васильевич
Михаи́л Васи́льевич Родин (3 ноября (22 октября) 1868 — ? / после 1918) — полковник, командир 41-го отдельного полевого тяжелого артиллерийского дивизиона, Георгиевский кавалер.

## Биография
Православный. Уроженец Орловской губернии. Дед его был священником. Отец, Василий Михайлович Родин — воспитанник Орловской духовной семинарии.
Общее образование М. В. Родин получил во 2-м Его Императорского Высочества Великого князя Михаила Николаевича кадетском корпусе
 (ныне военно-космическая академия имени А. Ф. Можайского).
В службу вступил из кадет 01[13].09.1887 юнкером рядового звания в 1-е Павловское военное училище.
Штат училища составлял 400 юнкеров. Срок обучения был двухгодичным. В училище принимались кадеты окончившие полный курс кадетских корпусов. Юнкерам преподавались предметы: тактика, военная история, артиллерия, военная топография, фортификация, законоведение, военная администрация, Закон Божий, русский, французский и немецкий языки, механика и химия.
Во время учёбы произведен в унтер-офицеры 07[19].11.1888; в портупей-юнкеры 02[14].06.1889.
По окончании полного курса наук по I разряду, высочайшим приказом от 10[22].08.1889 произведен в подпоручики со старшинством (с 09[21].08.1888) и назначением в 4-ю артиллерийскую бригаду. 22 августа [3 сентября] 1889 года зачислен в 4-ю батарею оной бригады. Прибыл по назначению 15[27] сентября 1889 года. Бригада относилась к частям полевой пешей артиллерии и дислоцировалась близ пос. Замбров Ломжинского уезда (Варшавский военный округ).

13[25] декабря 1892 произведен в поручики со старшинством (с 09[21].08.1892).
24 марта [5 апреля] 1895 года переведен в 3-ю батарею сей же бригады.
13[25].07.1897 — произведен в штабс-капитаны.
9[21] февраля 1898 года по воле начальства переведен в 7-ю батарею.
8[21] сентября 1903 года произведен в капитаны со старшинством (с 13[26].07.1901).
Высочайшим приказом от 25 мая [7 июня] 1908 года произведен в подполковники с назначением командиром 6-й батареи 2-й Восточно-Сибирской стрелковой артиллерийской бригады, прибыл в которую 1[14] сентября 1908 года. Место дислокации бригады — село Раздольное (Приамурский военный округ).

С 25.05[7.06].1908 по 15[28].11.1910 — командир 6-й батареи 2-й Восточно-Сибирской стрелковой артиллерийской бригады.

Высочайшим приказом от 15[28] ноября 1910 года переведен в 3-ю Сибирскую стрелковую артиллерийскую бригаду (г. Владивосток) на должность командира 4-й батареи.

Высочайшим приказом от 8[21] декабря 1913 года переведен в 18-ю артиллерийскую бригаду на должность командира 5-й батареи, прибыл в которую 13[26] января 1914 года. До начала войны 18-я артиллерийская бригада входила в состав 14-го армейского корпуса (Варшавский военный округ). Место дислокации батареи — Ивангород.
8[21] августа 1914 года вступил в военный поход против Австрийцев с 5-й батареей 18-й артиллерийской бригады.
Высочайшим приказом от 13[26] ноября 1914 года произведен в полковники со старшинством (с 22.08[4.09].1914).
Приказом армиям Юго-Западного фронта от 25 января 1915 года за № 110 награждён, на основании статьи 121 Георгиевского Статута, по удостоению Думы, учрежденной при Штабе Главнокомандующего армиями Юго-Западного фронта согласно приказу армиям от 14 января 1915 года за № 53, Георгиевским Оружием:

 «…за то, что в бою 20 октября 1914 года под гор. Опатовым, избрав, в положении действительной опасности, передовой наблюдательный пункт в непосредственной близости к своим пехотным цепям, искусным управлением огнём батареи дивизиона способствовал поражению противника».— «Разведчик» № 1285 от 23.06.1915.

Высочайшим приказом от 5[18] марта 1915 года назначен командиром 2-го дивизиона 18-й арт. бригады.
Согласно телеграмме Главного Штаба № 16071 командирован для принятия 2-го дивизиона 6-й полевой тяжелой артиллерийской бригады. Прибыл к месту службы и вступил в командование дивизионом 29 июля [11 августа] 1916 года.
Высочайшим приказом от 7[20] июля 1915 года на основании приказа В. В. 1915 г. № 681, даровано старшинство в чине полковника с 22 августа [4 сентября] 1912 года.
12[25] мая 1917 года Приказом Верховного Главнокомандующего № 269, 2-й дивизион 6-й тяжелой артиллерийской бригады переименован в 41-й отдельный полевой тяжелый артиллерийский дивизион.
22 июля [4 августа] 1917 года приказом по Армии и Флоту М. В. Родин назначен Командиром 41-го отдельного полевого тяжелого артиллерийского дивизиона. До 30 августа 1917 года дивизион входил в состав 3-го Кавказского армейского корпуса, после чего перешел в расположение 7-го Сибирского армейского корпуса, 7-й армии, Юго-Западного фронта.

Пенсионное удостоверение полковника М. В. Родина. 1918 год.

28 ноября [11 декабря] 1917 года по освидетельствованию медицинской комиссии признан подлежащим увольнению в трёхмесячный отпуск с сохранением содержания. Выдано свидетельство и отпускной билет сроком с 1[14] декабря 1917 года по 1[14] марта 1918 года. Вернуться к месту службы после лечения уже не было возможности. 21 февраля [6 марта] 1918 года М. В. Родин прибыл в Москву для дальнейшего следования в дивизион, который должен был находиться на позиции у места Городок Подольской губернии (оттуда он уехал в отпуск). Как выяснилось в Москве, Киев, Проскуров и Каменец-Подольский (между последними пунктами стоял 7-й Сибирский корпус) заняты противником. В Московском Комендантском Управлении указали, что единственный выход из создавшегося положения, для того чтобы после 1[14] марта не оказаться без вида на жительство, пойти к Московскому воинскому начальнику и получив от него удостоверение об увольнении с военной службы, взять в Комиссариате паспорт. 26 февраля [11 марта] 1918 года Московский воинский начальник выдал М. В. Родину удостоверение № 39669 об увольнении со службы взамен отобранного отпускного билета.
Потеряв имущество, оставшееся в дивизионе, оставшись с семьей без средств к существованию, М. В. Родин несколько месяцев добивается получения пенсии. Прошение о назначении пенсии было удовлетворено 12[25] ноября 1918 года, но прокормить семью на эти деньги было уже невозможно. Личное дело хранится в РГВИА.

Далее достоверной информации о жизни М. В. Родина нет. По сведениям от родственников служил в РККА, погиб в 1920 году под Ростовом.

## Семья

Н. В. Родина с сыновьями. 1910—1911 г. (Слева стоит предположительно сестра Н. В. Родиной).

Был женат на Надежде Владимировне Калакуцкой, уроженке Петроковской губернии. За женой числилось в Смоленской губернии, Бельском уезде, Сопоцкой волости родовое имение Ушаково, заключающее в себе 170 десятин земли, которыми она владела совместно с другими наследниками.
Имел троих детей.
- Дочь, Ольга Михайловна, родилась 9[21] января 1897 года. О судьбе её нет сведений.

Оба сына М. В. Родина погибли на фронте во время Великой Отечественной войны.
- Старший сын, Александр Михайлович Родин, родился 16[29] августа 1903 года. Был военинженером 3-го ранга, помощником начальника связи по снабжению 250-й стрелковой дивизии. Убит 24.12.1941 на Калининском фронте (дер. Аполишино Калининской области).

По сведениям обобщенного банка данных «Мемориал», захоронен в братской могиле — Тверская обл., Торопецкий р-н, Плоскошский с/с, п. Плоскош.

- Младший сын, Лев Михайлович Родин, родился 8[21] декабря 1908 года. Был военинженером 3-го ранга, полковым инженером 478-го стрелкового полка 320-й стрелковой дивизии. Пропал без вести 01.05.1942 под Керчью.

|  |  |

## Ордена и знаки отличия
Кавалер орденов:

М. В. Родин со своей женой Надеждой Владимировной. 1915 год.

- Святого Станислава 3-й ст. (14.05.1896);
- Святой Анны 3-й ст. (01.08.1902) с мечами и бантом (дважды — 31.12.1914 и 09.08.1917);
- Святого Станислава 2-й ст. (01.01.1906) с мечами (дважды — 22.01.1916 и 07.10.1916);
- Святой Анны 2-й ст. (06.12.1911) с мечами (22.05.1915);
- Святого Владимира 4-й ст. с мечами и бантом (31.12.1914);
- Георгиевское оружие (25.01.1915);
- Святого Владимира 3-й степени с мечами (16.08.1915).

Имел:
- Серебряную медаль в память царствования императора Александра III;
- Светло-бронзовую медаль в память 300-летия царствования дома Романовых (21.02.1913),
- Памятный нагрудный знак в честь 200-летия 2-го Его Императорского Высочества Великого князя Михаила Николаевича кадетского корпуса (16 января 1912 года переименован во 2-й Императора Петра Великого кадетский корпус).
- Памятный нагрудный знак в честь 100-летия 1-го Павловского военного училища.